# Aleksandar Zograf
Aleksandar Zograf, pseudonimo di Saša Rakezić (Pančevo, 7 agosto 1963), è un fumettista e illustratore serbo.
Fra i suoi lavori principali si possono citare "Life Under Sanctions", "Psychonaut", "Flock of Dreamers" e "Bulletins from Serbia: E-Mails & Cartoon Strips From Beyond the Front Line" - che gli ha guadagnato successi negli USA, in Inghilterra, Germania, Italia, Francia, Portogallo, Bulgaria, Grecia e Spagna.
In lingua italiana: "Psiconauta", "Saluti dalla Serbia", "Segnali. Ancora storie di Aleksandar Zograf" e "In giro per lo spaziotempo con Aleksandar Zograf". Si conta anche una piccola collaborazione al primo numero de L'antitempo, rivista di satira autoprodotta italiana.